# Biston kiangsua
Biston kiangsua là một loài bướm đêm trong họ Geometridae.